# Přímorožec jihoafrický
Přímorožec jihoafrický, oryx jihoafrický nebo přímorožec oryx (Oryx gazella) je velká antilopa obývající travnaté oblasti s křovinami a pravé pouště v jihozápadní Africe. Populace ve volné přírodě se v současnosti odhaduje na 373 000 jedinců.

## Popis
Přímorožec jihoafrický má šedé tělo s plavým nádechem a kontrastně, černě a bíle, zbarvený obličej, ušní boltce, břicho i nohy. Pod boky má také nápadný černý pruh. V kohoutku je více než metr vysoký, tělo má dlouhé 1,6-2,4 m a dlouhý, černý ocas 45–90 cm. Je to robustní zvíře, které dosahuje hmotnosti 100, maximálně až 210 kg.
Obě pohlaví mají šedé kroužkované rohy, které jsou u samců významně větší než u samic. Přímorožci jihoafričtí se mnohdy dělí na dvě populace: severní a jižní. Severní přímorožci mají černě lemované a více do špičky tvarované ušní boltce, zato jižní populace je má více zakulacené.

## Způsob života
Díky několika adaptacím - zvláště dlouhodobé výdrži bez vody - dokáže přímorožec jihoafrický přežít i v tvrdých podmínkách, které jsou typické pro pravé pouště. Vodu, kterou získává z velké části z potravy, si v těle udržuje zvláště díky schopnosti nepotit se a nedýchat těžce, také trus je velice suchý. Velká odpolední horka také většinou tráví ve stínu stromů. Žije ve stádech tvořených obvykle deseti až čtyřiceti zvířaty: z jednoho dominantního samce, nemnoho nedominantních samců a z několika samic. Jejich stáda můžeme poměrně často spatřit ve společnosti zeber, gazel nebo jiných turovitých sudokopytníků.

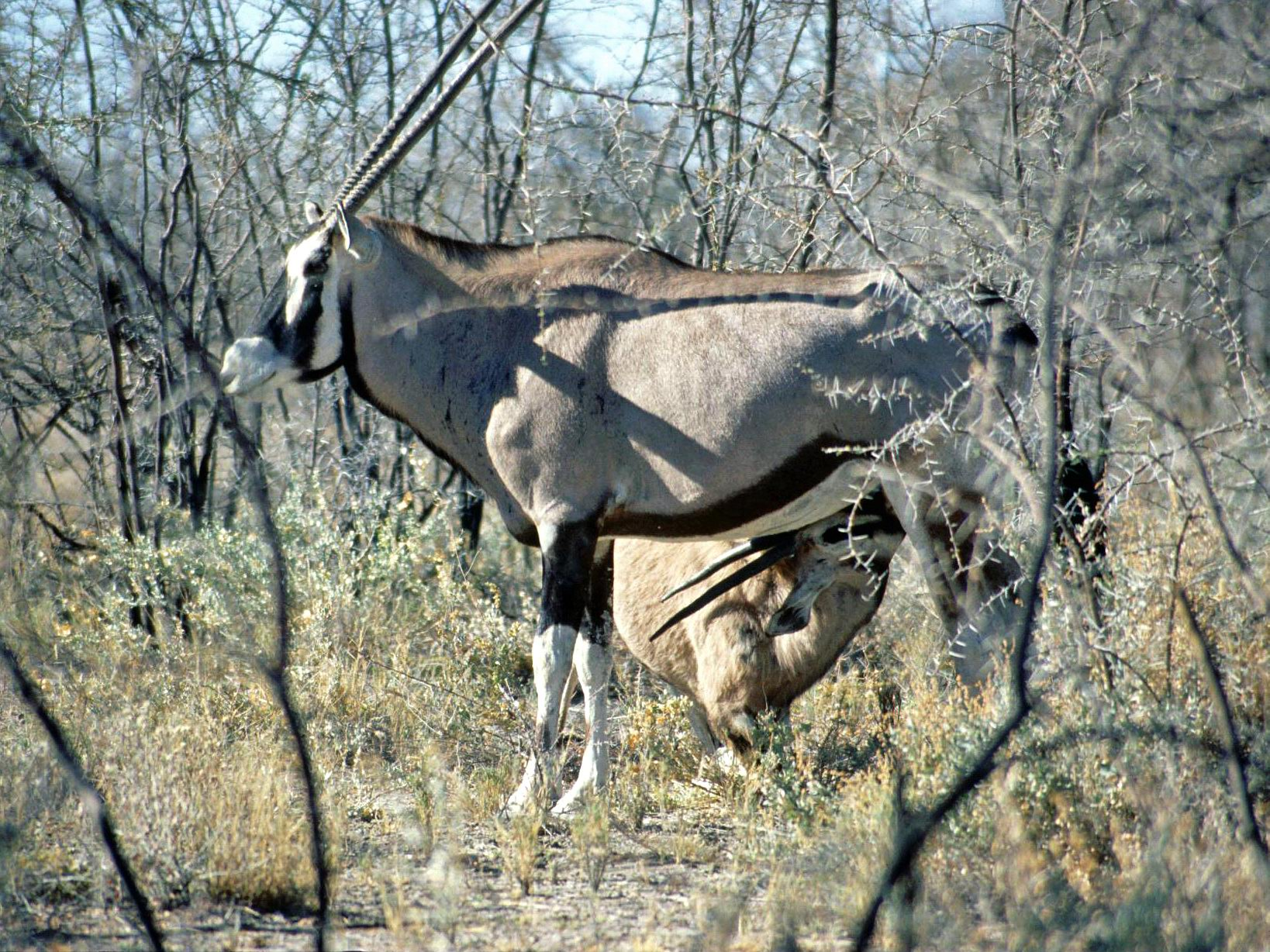
Samice s mládětem, Namibie.

Přímorožec africký se živí téměř vším zeleným porostem rostoucí v jeho přirozeném biotopu. Rád si pochutná i na melounech nebo divokých okurkách.
Podobně jako jiné druhy pouštních antilop se i přímorožci jihoafričtí rozmnožují v obdobích po celý rok, kdy je potrava snadněji a v dostatečném množství dosažitelná. Samice rodí jedno, velice vzácně dvě mláďata po 260-300 dnech březosti. V porostu je skryto následujících 6 týdnů, přičemž ho matka občas navštěvuje a kojí.
Samci jsou proslulí i svou neobvyklou útočností proti svým predátorům, které tvoří zvláště kočkovité šelmy (lvi, levharti), na které často útočí se svými ostrými a nebezpečnými rohy.

## Přímorožec jihoafrický v českých zoo
Přímorožec africký se ve světě poměrně často chová v zoologických zahradách. V České republice ho můžeme spatřit v Zoologické zahradě Olomouc, Děčín,Hodonín a Dvůr Králové nad Labem. Na Slovensku je chován v Zoo Bojnice.